# Manövervagn

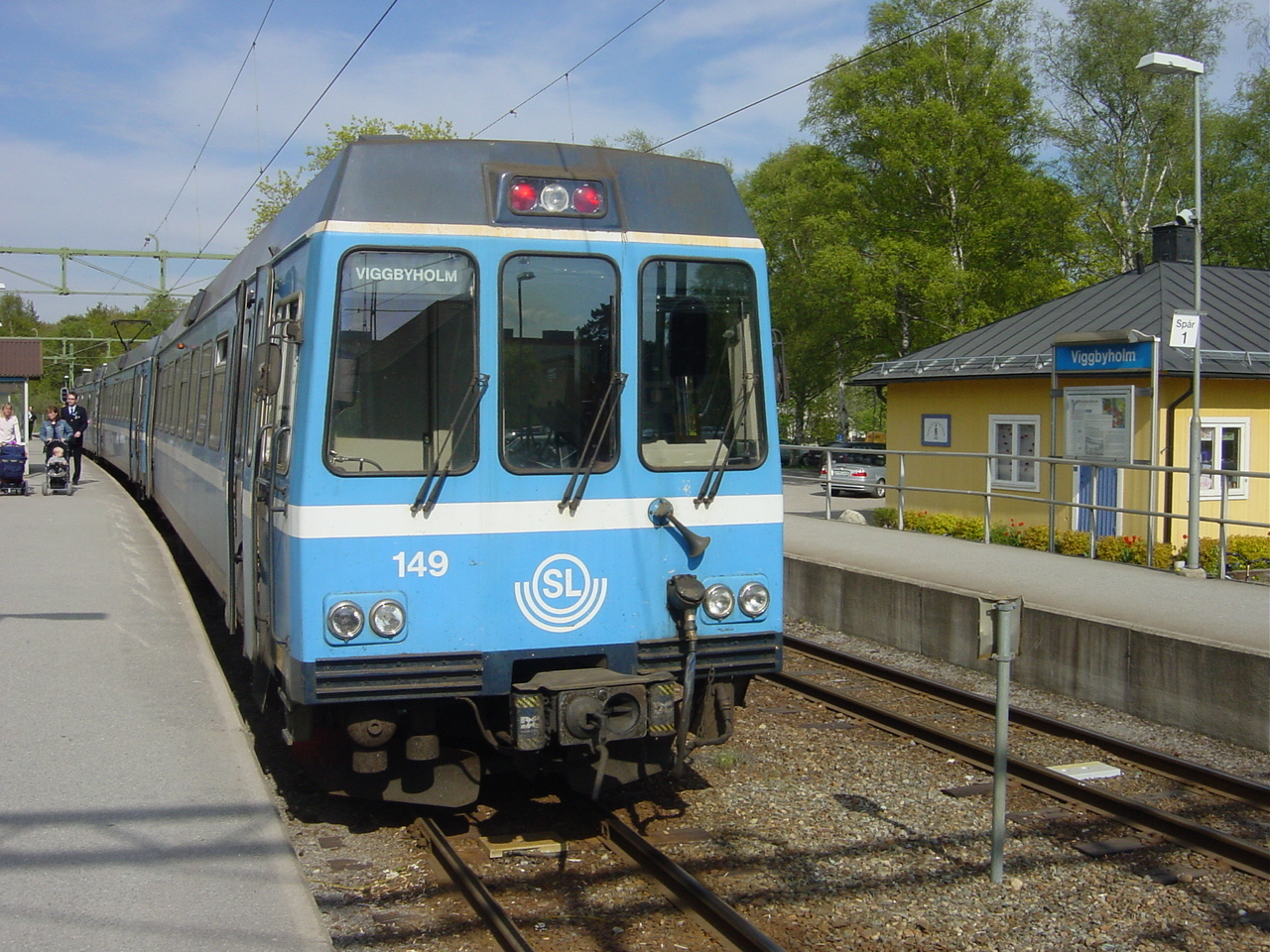
En manövervagn av typen UBxp nr 149 i Viggbyholm på Roslagsbanan

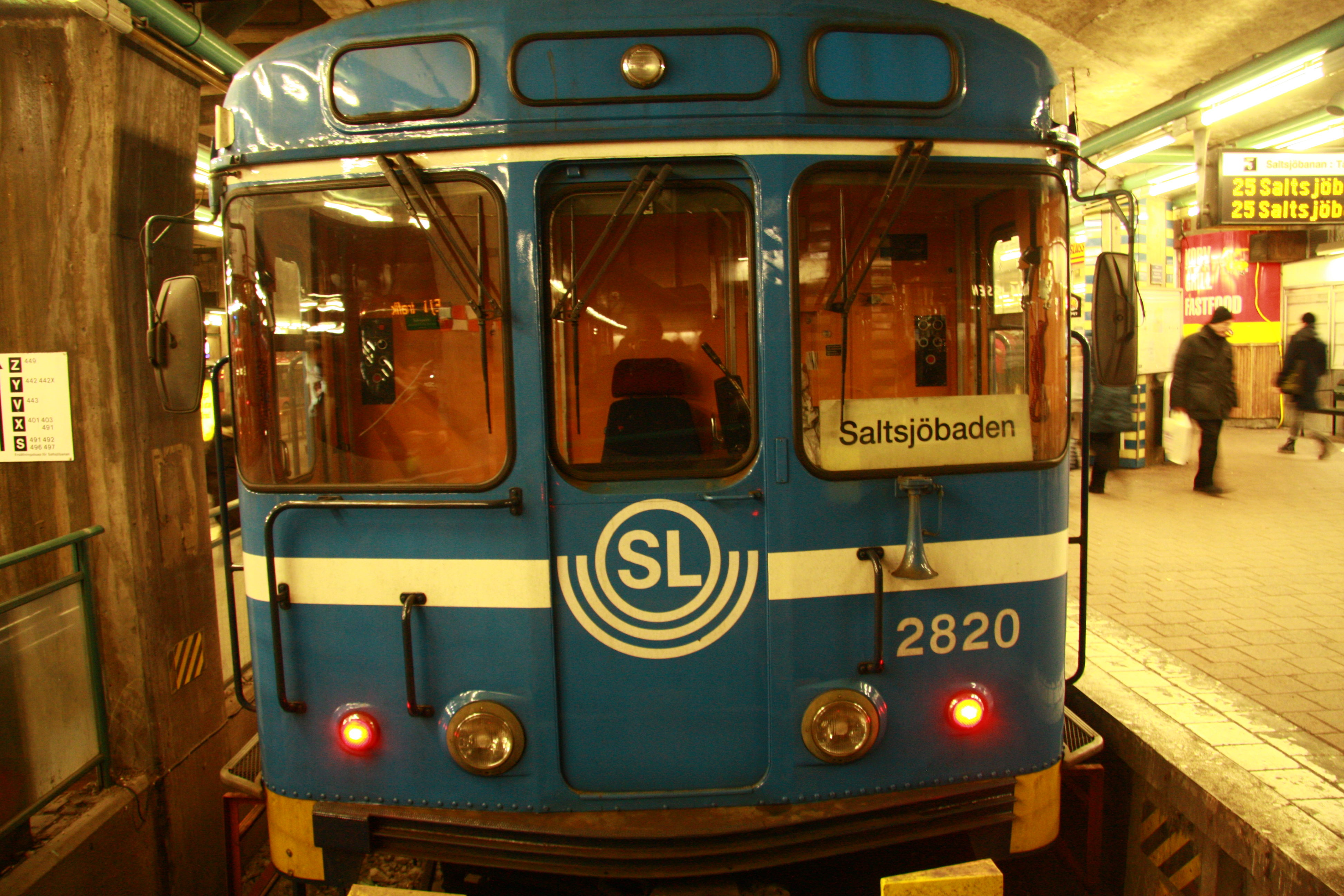
En manövervagn av typen C11 nr 2820 vid på Saltsjöbanans station vid Slussen, Stockholm

En manövervagn är en spår- eller järnvägsvagn som innehåller förarplats (vanligen i ena änden) men inte någon framdrivning. De ser oftast ut som en motorvagn men saknar drivaggregat med motorer. Manövervagnen är avsedd att kunna gå främst i tåg där den drivande delen, oftast ett lok eller en motorvagn, går längst bak. Den drivande delen styrs från manövervagnen. För det mesta sker styrningen genom en kabel som går genom hela tåget. Även radiostyrning förekommer, men detta är ovanligt.
Anledningen till att manövervagnar används är att behovet av rundgång vid ändstationerna försvinner då loket eller motorvagnen inte behöver kopplas loss. En nackdel kan vara att man ibland förlorar flera sittplatser till förarutrymmet och på järnväg av säkerhetsskäl ibland lägger in ett resgodsutrymme bakom förarutrymmet som deformationszon.
Manövervagnar används för svensk del:
- AFM7 (manövervagn) tillsammans med vanligt Rc-lok i regionaltågstrafik (upphört cirka 2016)
- på Roslagsbanan och Saltsjöbanan.
- med X2000 och vissa pendeltåg som då har manövervagn.

De har också använts i Ängbyvagnarna hos Storstockholms Lokaltrafik och dess föregångare.
Manövervagnen i X2000-tåget, littera UB2X, har en tomvikt på 55,0 ton vilket skall jämföras med X2000-tågets mellanvagn som endast väger 47,0 ton.